# Турсунов, Хикматулла Кучкарович
Турсунов Хикматулла Кучкарович (узб. Tursunov Hikmatilla Qoʻchqorovich) — Министр обороны Республики Узбекистан с 29 сентября 1997 по 20 февраля 2000 года.

## Биография
Окончил Ташкентское высшее танковое командное училище (1977), Военную академию бронетанковых войск в Москве (1989).
Первый заместитель начальника Пограничной службы Службы национальной безопасности Узбекистана в 1995—1996 годах.
Начальник Главного управления пограничных войск Службы национальной безопасности Узбекистана с 1 августа 1996 по 29 сентября 1997 года.
Заместитель министра, затем министр обороны Узбекистана в 1997—2000 годах.
В 1998 году награждён орденом «Шон-Шараф» II степени.
В 1999 году присвоено звание генерал-полковник.